# العلاقات المصرية الأمريكية

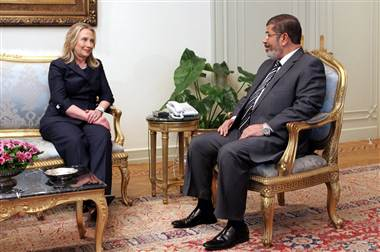
هيلاري كلينتون تلتقي محمد مرسي.

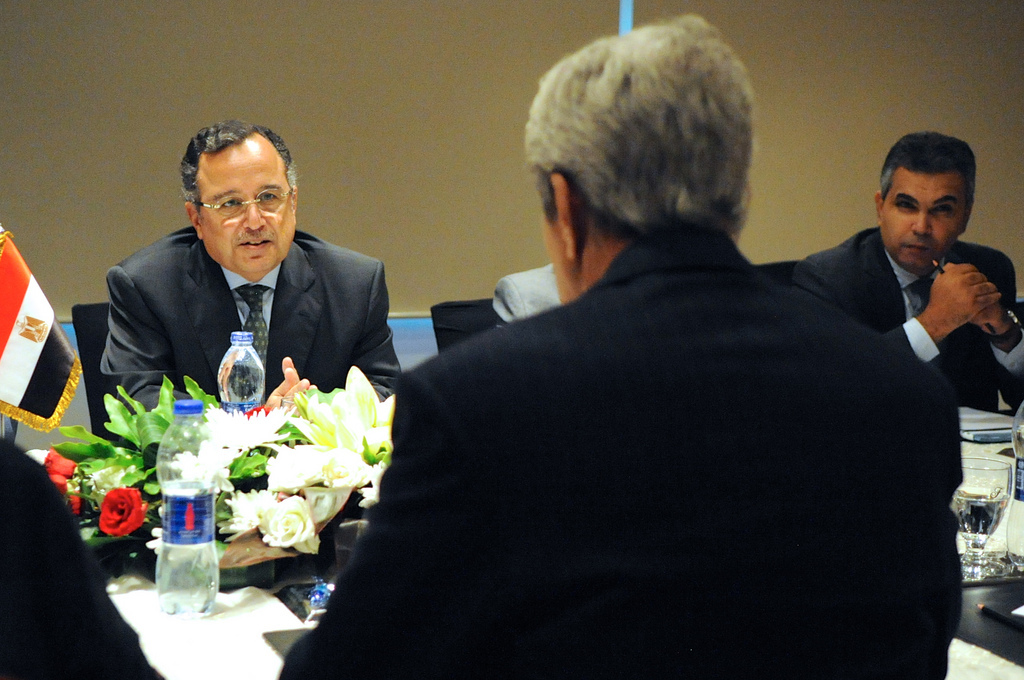
جون كيري يلتقي وزير الخارجية المصري.

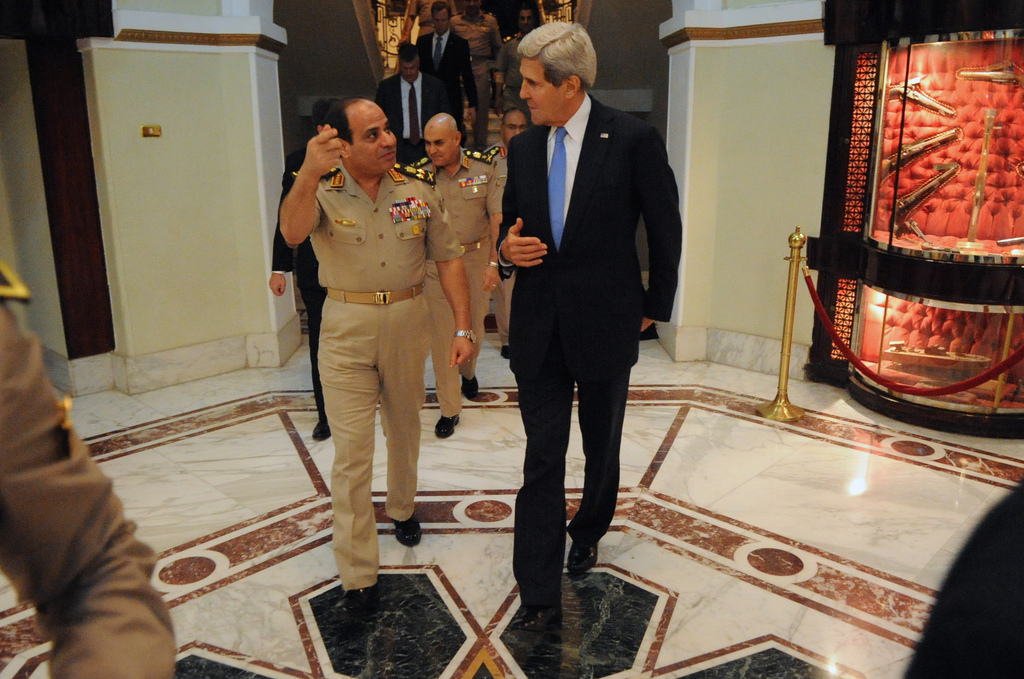
جون كيري يلتقي عبد الفتاح السيسي.

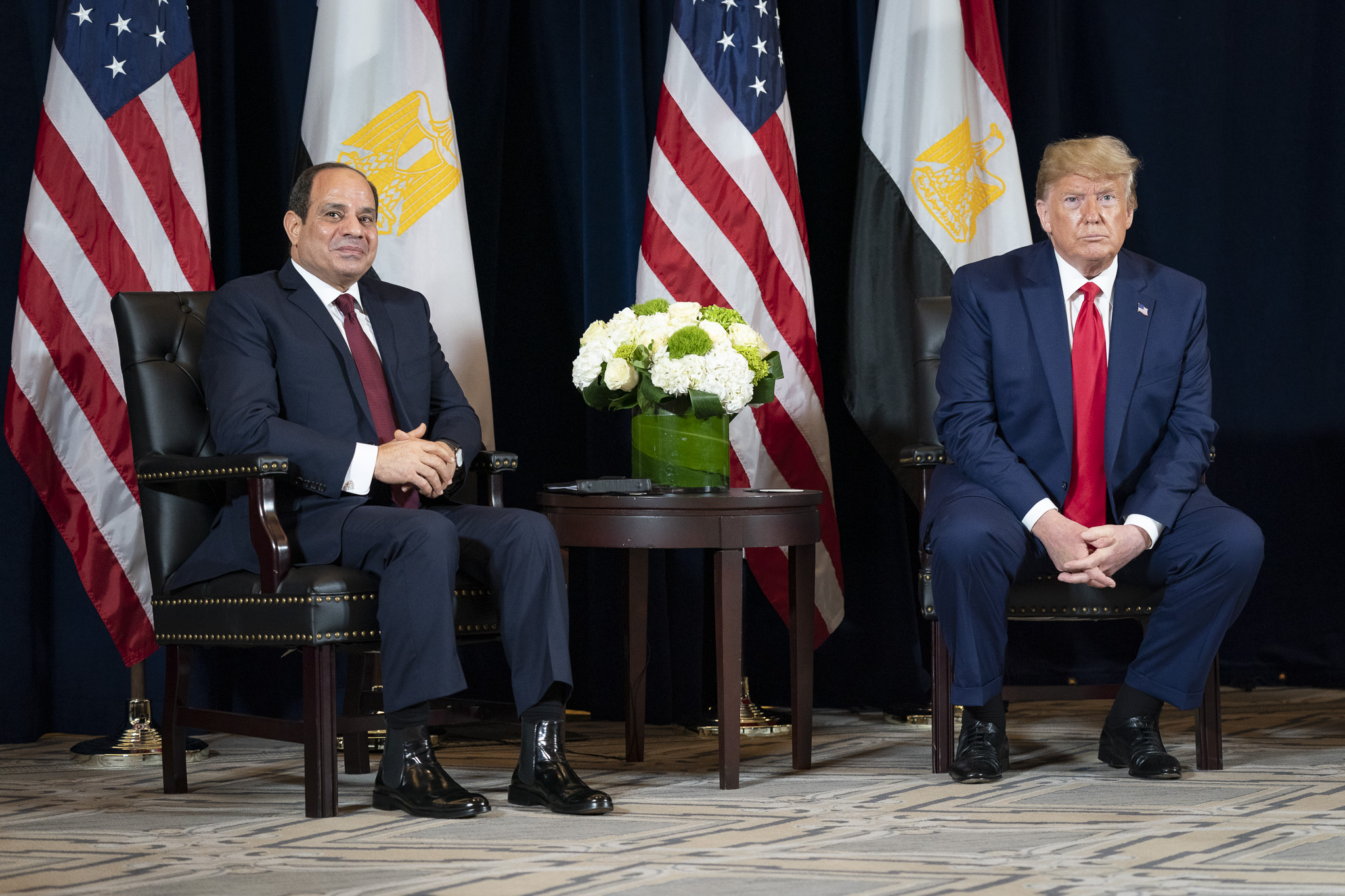
دونالد ترامب يلتقي عبدالفتاح السيسي

العلاقات الأمريكية المصرية تشير إلى العلاقات الثنائية بين الولايات المتحدة ومصر.
تربط مصر بالولايات المتحدة الأمريكية علاقات قديمة تمتد إلى القرن التاسع عشر، وتعود بداية هذه العلاقات إلى توقيع المعاهدة الأمريكية – التركية التجارية في 7 مايو 1830.

## التاريخ

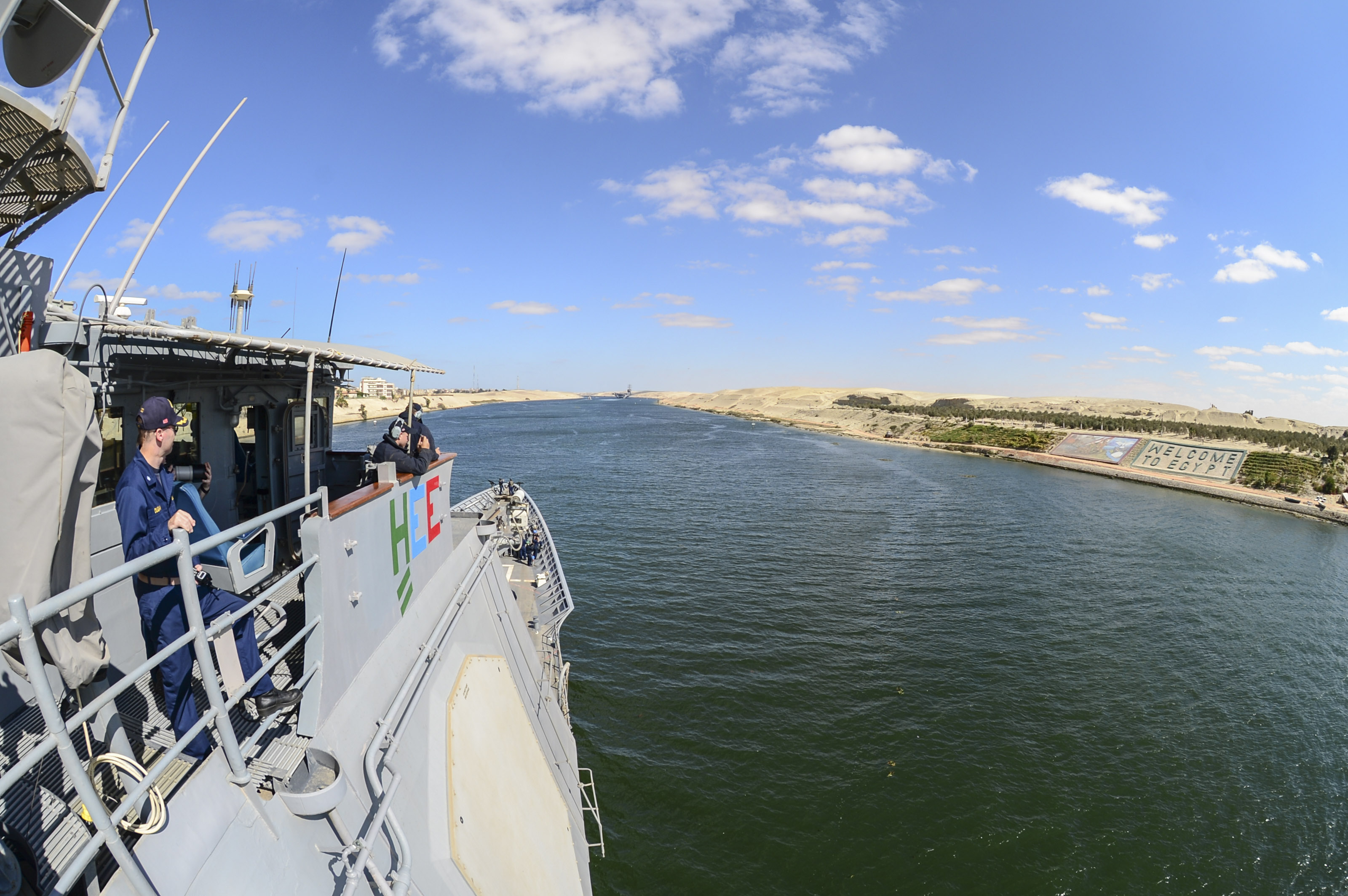
سفينة حربية من البحرية الأمريكية تعبر قناة السويس.

تشير دراسة العلاقات المصرية الأمريكية منذ أن بدأت تلك العلاقات رسميا بفتح قنصلية للولايات المتحدة في عام 1832.

### خط زمني للعلاقات المصرية الأمريكية
- جاء أول تمثيل أمريكي في مصر بالإسكندرية في 12 يناير 1832 وكان الوكيل القنصلي بريطاني يدعى جون جليدون.
- في أبريل 1947، زار رئيس أركان الجيش المصري القواعد العسكرية والمصانع الأمريكية.. وفي سبتمبر 1947 طلبت مصر رسمياً بعثة عسكرية أمريكية لتدريب القوات المصرية.
- في صباح يوم 23 يوليو 1952، وبعد نجاح الثورة توجه مندوب خاص عن مجلس قيادة الثورة إلى السفير الأمريكي في القاهرة وأبلغه رسالة مضمونها أن «النظام القديم في مصر قد سقط وأن نظاماً ثورياً جديداً قد قام وأن هذا النظام يستهدف تحقيق الأماني الوطنية للشعب المصري».
- في سنة 1953، زار وزير الخارجية الأمريكي – آنذاك – جون فوستر دالاس مصر بعد انتخاب ايزنهاور رئيساً للولايات المتحدة الأمريكية. وذلك للدعوة لسياسة تطويق الاتحاد السوفيتى السابق بالأحلاف الغربية وقواعدها العسكرية. وبدا لوزير الخارجية الأمريكي أن منطقة الشرق الأوسط تستحق اهتماماً خاصاً منه ففيها من وجهة نظر السياسة الأمريكية فراغ تستطيع الولايات المتحدة أن تملأه. ولكن مناقشات دالاس مع الرئيس الراحل جمال عبد الناصر حول الأحلاف العسكرية قد أظهرت الهوة بين أفكار القاهرة وتصورات واشنطن.
- هنري بايرود يخلف جفرسون كافري سفيراً في القاهرة لخلفيته العسكرية للتعامل مع عبد الناصر.
- يناير 1956 روبرت أندرسون وزير الخزانة الأمريكي يزور مصر يعرض تمويل السد العالي مقابل الصلح مع إسرائيل.
- في سنة 1956 برز الخلاف المصري الأمريكي بشأن تمويل السد العالى ولكن الولايات المتحدة الأمريكية ساندت موقف مصر في مواجهة العدوان الثلاثى عليها. واسهم الموقف الأمريكي مع الموقف السوفيتي في إنهاء العدوان الثلاثي.
- في سنة 1959، عقدت الولايات المتحدة مع مصر اتفاقاً تبيع لها بمقتضاه قمحاً أمريكياً بالجنيه المصري، وكانت مدة الاتفاق ثلاث سنوات وقيمته ثلثمائة مليون دولار. كما قدمت واشنطن ثلثمائة منحة دراسية لطلبة مصريين يتلقون العلم في الولايات المتحدة.
- في سنة 1961، أرسل الرئيس الأمريكي جون كيندى خطاباً إلى الرئيس الراحل جمال عبد الناصر يعرض عليه رغبة الولايات المتحدة في تسوية النزاع العربي الإسرائيلي. ورد عليه الرئيس جمال عبد الناصر بأن هناك طريقاً واحداً إلى تسوية هذا النزاع وهو طريق رد الحق العربي.
- 1961 تم تعيين جون بادو سفيراً في مصر لأنه مستعرب ورئيس سابق للجامعة الأمريكية بالقاهرة سمعته كانت عطرة.
- بداية من سنة 1965، تدهورت العلاقات المصرية الأمريكية إلى حد قطع العلاقات الدبلوماسية بعد المساندة الأمريكية لإسرائيل في عدوانها على مصر في 5 يونيو 1967.
- استؤنفت العلاقات بين مصر والولايات المتحدة في مارس 1974. ومنذ استئناف العلاقات بين البلدين وهناك ادراك متبادل بأهمية كل منهما للآخر، وان الحفاظ على علاقات طيبة بينهما يخدم المصالح المشتركة للبلدين.
- تمثل عملية السلام في الشرق الأوسط محوراً أساسياً في العلاقات بين مصر والولايات المتحدة. ورغم تقدير الولايات المتحدة للدور الذي تلعبه مصر على صعيد عملية السلام وتهدئة الأوضاع الإقليمية إلا أن ذلك لم يمنع ظهور بعض الاختلافات في وجهات النظر بين الدولتين حول بعض القضايا خاصة مع تبنى السياسة الأمريكية للعديد من المواقف الإسرائيلية غير المقبولة.

## العلاقات السياسية
شهدت العلاقات المصرية الأمريكية تطوراً كبيراً خلال العقود الثلاث الأخيرة من القرن العشرين من خلال التعاون في كافة المجالات السياسية والاقتصادية والعسكرية، حيث عملت دبلوماسية الدولتين على إيجاد أطار مؤسسي يتسم بصفة الاستمرارية وهو ما يُطلق عليه الحوار الإستراتيجي، لتحقيق التفاهم بين البلدين بمعزل عن التفاصيل اليومية لإدارة العلاقات المصرية الأمريكية.
وقد جرت أول محاولـة في هذا المجال في عامي 1988 و1989 بعقد جلستين في القاهرة وواشنطن للتحاور حول القضايا السياسية الدولية والإقليمية علي مستوي الخبراء من الجانبين، غير أن هذا الحوار توقف بعد الغزو العراقي للكويت. وفي يوليو 1998 تم إحياء فكرة الحوار الإستراتيجي بين الدولتين في أول جولة للحوار في واشنطن، ثم عقدت الجولة الثانية في القاهرة في ديسمبر 1998، تلاها الجولة الثالثة في فبراير عام 1999 بواشنطن.
مع بداية الألفية الثالثة اكتسب الحوار الإستراتيجي بين مصر والولايات المتحدة أبعاداً علي درجة كبيرة من الأهمية، ً لخطورة تطور الأوضاع في المنطقة وضرورة وضع قاعدة للمصالح المشتركة من خلال لقاءات وتشاورات مستمرة بين البلدين، وعدم الاكتفاء بلقاء واحد كل عام، نظم هذه اللقاءات وزيرا خارجية البلدين حيث تم التوصل إلي الاتفاق بشأن النقاط التالية:
ـ الإسهام الفاعل في إرساء تسوية مقبولة للقضية الفلسطينية تراعي حقوق ومطالب أطراف النزاع.
ـ التوصل إلى السلام في السودان بدون الإخلال بوحدة السودان كدولة.
ـ زيادة المساعدات الإضافية الأمريكية لمصر لمواجهة خسائر الحرب علي العراق وكذلك الخسائر التي نجمت بعد أحداث 11 سبتمبر.
ـ بدء المفاوضات الرسمية بشأن اتفاقية التجارة الحرة بين البلدين بعد تحقيق تقدم في العلاقات التجارية في إطار اتفاقية التجارة والاستثمار.
وقد حرصت مصر والولايات المتحدة معا على تحديد ثلاثة أهداف كبرى لتعاونهما وهي: السلام والاستقرار الإقليمي ـ التصدي للإرهاب ـ الإصلاح الاقتصادي.. كما قررت الدولتان مجالات العمل المشترك وهي:
ـ التحالف الإستراتيجي Strategic alliance بما يعنيه من تعاون عسكري وتدريب ومناورات مشتركة وبرامج تسليح وتصنيع عسكري ومحاربة الإرهاب.
ـ الالتزام بالسلام Commitment to Peace بما يعنيه من تسوية سلمية للصراع العربي الإسرائيلي على جميع المسارات وتحقيق الأمن والاستقرار الوطني والإقليمي.
ـ تنفيذ برنامج وطني مصري للإصلاح الاقتصادي Pursuit of economic reform بما يعنيه من مساعدات اقتصادية أمريكية ومن خلال المؤسسات الدولية ووضع برنامج لعلاج خلل الموازين الخارجية والمديونية وعجز الميزانية وتحديث البنية التحتية وتحقيق معدل تنمية يزيد عن معدل الزيادة السكانية وتعظيم دور القطاع الخاص وضمان الاستثمار الوطني والأجنبي.
غير أن هذا التطور في العلاقات لا يعني بالضرورة الاتفاق المطلق بين وجهتي النظر المصرية والأمريكية بشأن القضايا الدولية والإقليمية، وإنما يعني التفاهم وعدم الخلاف رغم الاختلاف في وجهات النظر في بعض الأحيان، وقد تمثلت أوجه التعاون فيما يلي:
- التعاون المصري الأمريكي في حرب الخليج في عام 1991؛ نتيجة اتفاق وجهتي النظر المصرية والأمريكية والذي أدي إلى توطيد العلاقات السياسية الأمريكية مع العالم العربي وخاصة مصر، الأمر الذي أدى إلى قيام الإدارة الأمريكية برئاسة جورج بوش الأب بإلغاء ديون مصر العسكرية.
- الاتفاق المصري الأمريكي على ضرورة إحلال السلام في منطقة الشرق الأوسط وإقناع الأطراف العربية بالجلوس مع إسرائيل علي مائدة المفاوضات، حيث نجحت الدبلوماسية المصرية في إقناع الولايات المتحدة بإجراء حوار مع منظمة التحرير الفلسطينية الأمر الذي أدى إلى توقيع المنظمة مع إسرائيل لاتفاق الحكم الذاتي في غزة وأريحا في عام 1993 خلال اتفاقيات أوسلو.. استمرت الجهود المصرية والأمريكية طوال عقد تسعينيات القرن العشرين من أجل دفع المفاوضات الفلسطينية ـ الإسرائيلية لإحلال السلام في المنطقة واحتواء أعمال العنف من الجانبين والوصول إلى تسوية عادلـة للقضيـة الفلسطينيـة والقدس من خـلال لقاءات القمة في شرم الشيخ في مؤتمر قمة صانعي السلام في مارس 1996، وفي منتجع وايت ريفر عام 1999، ثم من خلال لقاءات القمة في كامب ديفيد (2) عام 2000.

وخلال الألفية الثالثة استمرت المحاولات المصرية لتحقيق التسوية السلمية للقضية الفلسطينية حيث وجه 32 نائباً في مجلس النواب الأمريكي في 25/12/2004 خطاباً إلى الرئيس مبارك معبرين فيه عن تقديرهم للدور الذي تقوم به مصر من أجل التوصل إلى سلام عادل ودائم بين الفلسطينيين والإسرائيليين.
كما استضافت مصر القمة الرباعية بين مصر والأردن وإسرائيل وفلسطين في مدينة شرم الشيخ في 8/2/2005، والتي أسفرت عن اقتناع الإدارة الأمريكية بضرورة التنسيق مع الفلسطينيين فيما يختص بالانسحاب من غزة، وتعيين منسق أمريكي خاص لمساعدة الفلسطينيين على الحفاظ على الأمن.

## التعاون العسكري
بدأت العلاقات العسكرية بين مصر والولايات المتحدة الأمريكية منذ عام 1976، وما لبثت هذه العلاقات أن تطورت حتى أصبحت مصر تحتل المركز الثاني في قائمة الدول التي تتلقي معونات عسكرية أمريكية بعد التوصل إلى اتفاق بين البلدين يتم بمقتضاه تنفيذ خطة تطوير القوات المسلحة المصرية، والذي أصبحت مصر بموجبه من بين الدول التي تستطيع الحصول علي قروض أمريكية لشراء سلاح أمريكي وهي القروض المعروفة باسم قروض المبيعات العسكرية الأجنبية.
واستمراراً لهذه العلاقات بدأت منذ عام 1994 المناورات العسكرية الأمريكية المشتركة المعروفة باسم «النجم الساطع» حيث جرت أكثر من مناورة شاركت فيها قوات عسكرية من الجانبين، استهدفت التدريب علي العمليات الهجومية والدفاعية الليلية والنهارية وتدريب القوات الأمريكية علي العمليات القتالية في الظروف الصحراوية في الشرق الأوسط
يأخذ التعاون العسكري بين مصر والولايات المتحدة عدة صور تتمثل في مبيعات السلاح، ونقل التكنولوجيا العسكرية، والمناورات والتدريبات العسكرية المشتركة وتأتي معظم مبيعات السلاح من خلال المعونات العسكرية السنوية والتي تبلغ نحو 1.2 مليار دولار، وشمل التعاون العسكري أيضاً تصنيع وتجميع بعض الأسلحة الأمريكية في مصر.

## العلاقات الاقتصادية
ترجع بداية المساعدات الأمريكية لمصر إلي أوائل سنوات ثورة يوليو عام 1952 وبالتحديد عقب صدور القانون الأمريكي العام للمعونة رقم 480 لسنة 1953 والذي تم إقراره بدافع المحافظة علي مصالح الولايات المتحدة الأمريكية في الشرق الأوسط، إلي أن قامت الولايات المتحدة في أواخر عام 1956 بتجميد المعونة وسحب عرضها لتمويل مشروع السد العالي لعقد مصر صفقة أسلحة مع تشيكوسلوفاكيا.
وفي عام 1962 وافق الرئيس الأمريكي كيندي علي طلب الرئيس عبد الناصر بتقديم مساعدات اقتصادية أمريكية لمصر من أجل تنفيذ خطة التنمية الاقتصادية والاجتماعية.
وفي عام 1974 ومع عودة العلاقات الدبلوماسية بين مصر والولايات المتحدة طلب الرئيس الأمريكي الأسبق ريتشارد نيكسون من الكونجرس اعتماد مبلغ 250 مليون دولار كمعونة اقتصادية لمصر توزع بين تطهير قناة السويس وتعمير مدن القناة وأيضاً لشراء المنتجات الغذائية والصناعية.
وفي عام 1975 وبعد فض الاشتباك الثاني بين القوات المصرية والإسرائيلية، تم إدراج مصر في برنامج المساعدات الأمريكية الخارجية، وتم التأكيد علي الالتزام الأمريكي لتقديم المساعدات الأمريكية لمصر مع توقيع مصر وإسرائيل علي معاهدة سلام بينهما عام 1979 حيث تعهد الرئيس الأمريكي الأسبق جيمي كارتر بتقديم ما قيمته مليار دولار سنويا كمساعدة اقتصادية لمصر.
وفي يناير1988 خلال زيارة الرئيس مبارك للولايات المتحدة، وافقت الإدارة الأمريكية علي تعديل نظام تقديم المساعدات الاقتصادية الأمريكية لمصر لتحصل عليها نقداً، بعد ذلك تطور التعاون الاقتصادي بين البلدين ليشمل مجالات عديدة وأصبحت مشاركة الولايات المتحدة في تنمية ودعم المشروعات الإنتاجية والصناعية المصرية مؤشراً هاماً يعكس متانة العلاقات المصرية الأمريكية في كافة المجالات.
وفي سبتمبر عام 1994 وأثناء زيارة آل جور نائب الرئيس الأمريكي لمصر لحضور مؤتمر السكان تم التوقيع علي مشروع اتفاقية الشراكة من أجل النمو الاقتصادي والتنمية، حيث تم تشكيل ثلاث لجان تتولي تنفيذ اتفاق المشاركة بين البلدين وهي:
اللجنة المشتركة للتنمية الاقتصادية ـ المجلس المشترك للعلم والتكنولوجيا ـ المجلـس الرئاسي المصري الأمريكي.. بالإضافة إلى عدد من اللجان الفرعية في مجالات البيئة والتعليم والتجارة والتكنولوجيا.

### اتفاق منطقة التجارة الحرة
مع بداية الألفية الجديدة بدأت خطوات المفاوضات التمهيدية مع الجانب الأمريكي لتحويل اتفاق الشراكة مع الولايات المتحدة الأمريكية إلى اتفاق منطقة تجارة حرة، الأمر الذي من شأنه نفاذ جميع الصادرات المصرية إلى أسواق جديدة بالولايات المتحدة بدون جمارك.. وقد أقامت مصر حواراً مكثفاً مع الولايات المتحدة للتوصل لهذه الاتفاقية، حيث سعت مصر جاهدة لتوفير عدد من الشروط والإمكانات لاقتصادها.. حيث تم توقيع اتفاقية إطار تجارة حرة تمهيداً لتوقيع اتفاقية تجارة حرة شاملة مع الجانب الأمريكي.

### اتفاقية الكويز
وقعت مصر في 14 ديسمبر 2004 بروتوكولاً في إطار ما يُعرف بالمناطق الصناعية المؤهلة QIZ مع الولايات المتحدة وإسرائيل، يستهدف فتح أبواب جديدة للصادرات المصرية من المنسوجات والملابس الجاهزة إلى السوق الأمريكية ـ التي تستوعب 40% من حجم الاستهلاك العالمي ـ دون جمارك أو حصص محددة شريطة ألا يتجاوز المكون الإسرائيلي فيها 11.7%.. ويمكن القول أن البروتوكول يواكب الجهود التي تبذلها الحكومة المصرية لزيادة معدلات النمو الاقتصادي وخلق فرص عمل وتشجيع الصادرات، كما من شأنه أن يسهم في دفع جهود السلام العادل والشامل بالمنطقة.. علاوة على أن البروتوكول يساعد على جذب الاستثمارات الأجنبية للاستفادة من الاتفاقيات التفضيلية التي تتمتع بها مصر سواء مع الاتحاد الأوروبي أو المنطقة العربية أو دول الكوميسا.. إضافة إلى أن البروتوكول يُعد خطوة أولى نحو إقامة منطقة تجارة حرة مع الولايات المتحدة على غرار اتفاقية المشاركة المصرية الأوروبية.
يمثل البعد الاقتصادي جانباً هاماً في العلاقات بين البلدين، وتأخذ العلاقات في هذا الصدد عدة أشكال مثل المعونات الاقتصادية الأمريكية لمصر واتفاقية الشراكة. من أجل صياغة إطار التعاون وفقاً لمفهوم جديد يقوم على استبدال المعونة الاقتصادية بتدعيم محاور التعاون الاقتصادي «التجارية والاستثمارية والتكنولوجية»، وعليه فقد تم في سبتمبر 1994 وأثناء زيارة آل جور نائب الرئيس الأمريكي – آنذاك – لمصر، الإعلان عن مشروع اتفاقية شراكة بين البلدين أطلق عليها مبادرة (مبارك - جور) وتم التوقيع عليها في أبريل 1995.
وشملت هذه الاتفاقية عدة اتفاقيات للتعاون الاقتصادي والعلمي والتكنولوجي والتعاون في مجال حماية البيئة، حيث تم التوقيع على خمس اتفاقيات وأربع مذكرات تفاهم في مجالات مختلفة أهمها تطوير الصناعات الصغيرة والمتوسطة وأيضاً في مجال البيئة وقوانين الأنشطة التجارية والتعليم كما شمل اتفاق المشاركة تشكيل ثلاث لجان تتولى تنفيذ اتفاق المشاركة بين البلدين وهي: المجلس الرئاسي المصري الأمريكي، اللجنة المشتركة للتنمية الاقتصادية والمجلس المشترك للعلوم والتكنولوجيا.
تم في عام 1999 توقيع اتفاقية للتجارة والاستثمار (تيفا TEFA) بين البلدين، بهدف تشجيع وزيادة حجم التبادل التجاري والتمهيد للدخول في اتفاقية لإقامة منطقة تجارة حرة بين البلدين.
في 14 ديسمبر 2004، وقعت مصر بروتوكولاً في إطار ما يعرف بالمناطق الصناعية المؤهلة «الكويز» مع الولايات المتحدة وإسرائيل، وهو بروتوكول يستهدف فتح أبواب جديدة للصادرات المصرية من المنسوجات والملابس الجاهزة إلى السوق الأمريكية ووفقاً لبروتكول الكويز، تمنح الحكومة الأمريكية معاملة تفضيلية من جانب واحد لكل المنتجات المصنعة داخل هذه المناطق في الجمارك أو العقود غير الجمركية من الجانب المصري عن طريق دخولها إلى السوق الأمريكية دون تعريفة جمركية أو حصص كمية بشرط مراعاة هذه المنتجات لقواعد المنشأ واستخدام النسبة المتفق عليها من المدخلات الإسرائيلية (11.7%).
احتلت مصر المرتبة رقم 44 كشريك تجاري للولايات المتحدة. في حين أن الولايات المتحدة تحتل مرتبة الشريك التجاري الثاني لمصر بعد الاتحاد الأوروبي (2006).

## العلاقات الثقافية
شهدت العلاقات الثقافية بين البلدين تطوراً ملحوظاً وكان أهمها ما يلي:
افتتاح المركز الثقافي الأمريكي في مدينة الإسكندرية عام 1970 ـ إقامة معارض للآثار المصرية الفرعونية في المدن الأمريكية الكبرى ومن أمثلة ذلك معرض توت عنخ آمون ومعرض رمسيس الثاني، حيث حظيت هذه المعارض بإقبال منقطع النظير من قبل الشعب الأمريكي.
ـ في يوليو 1980 بدأ برنامج «منح السلام» بين مصر والولايات المتحدة في شكل تعاقد بين وزارة التعليم المصرية والهيئة الأمريكية للتنمية الدولية.
ـ تم وضع برامج ومشروعات مشتركة بين الجامعات المصرية والأمريكية للتعاون في المجالات المختلفة.
ـ في 23 سبتمبر1994، وقع اتحاد الإذاعة والتليفزيون المصري عقداً مع التليفزيون الأمريكي قضي بأن تستقبل الولايات المتحدة بث 12 ساعة من إرسال القناة الفضائية المصرية يومياً لمدة 3 سنوات، حيث بدأ الاستقبال الفعلي للبث في الولايات المتحدة في بداية عام 1995.
- في سبتمبر عام 1994 وأثناء زيارة نائب الأمريكي «آل جور» لمصر لحضور مؤتمر السكان وخلال لقائه بالرئيس مبارك تم الاتفاق علي دعم التعاون التكنولوجي وعمل لجنة رئيسية تقوم بالإشراف علي المفاوضات الخاصة بالاتفاقية العلمية والتكنولوجية بين البلدين.
وفي 14/9/1994 وقع وزير الدولة لمجلس الوزراء لشئون التعاون الدولي د. يوسف بطرس غالي والسفير الأمريكي بالقاهرة ادوارد ووكر اتفاقية بمنح لا ترد في مجال العلم والتكنولوجيا من أجل التنمية.
- وفي 20/3/1995 وقع الرئيس مبارك ونائب الرئيس الأمريكي اتفاقية تتعلق بالتعاون في مجال العلوم والتكنولوجيا تكون سارية المفعول لمدة خمسة أعوام.
وفي أبريل عام 1995 أجرى الرئيس مبارك خلال زيارته لواشنطن بمباحثات مع وزير الخزانة والتجارة الأمريكي بخصوص تنفيذ اتفاقيات الشراكة الاقتصادية والتكنولوجية بين البلدين، والتي بدأ تنفيذها فعلياً في 25 أغسطس 1995.
تساند حكومتا البلدين عدة برامج تصل قيمتها إلى 300 مليون دولار في العام، تستهدف زيادة دخول تكنولوجيات جديدة في القطاع الخاص في مصر، حيث يقوم صندوق مشترك قيمته مليونا دولار بمساندة الأنشطة التي تتم في ظل اتفاقية العلوم والتكنولوجيا، ويتم تمويله من مساهمات متساوية للحكومتين المصرية والأمريكية.

### الاتفاقيات الدولية في المجال الثقافي
- تم توقيع اتفاق ثقافي بين البلدين في القاهرة بتاريخ 21/5/1962
- تم الموافقة على الكتاب المتبادل لتمويل برامج التبادل العلمي بين البلدين الموقعين في القاهرة بتاريخ 5/1/1967، 21/2/1967
- تم توقيع بروتوكول بين جمهورية مصر العربية ومركز البحوث الأمريكية في القاهرة بتاريخ 5/7/1974
- تم توقيع بروتوكول حول وضع وتنظيم الجامعة الأمريكية في القاهرة بتاريخ 13/11/1975
- تم إبرام اتفاقية للتعاون العلمي والثقافي بين جامعة الأزهر والجامعة الأمريكية المفتوحة بمقر السفارة في واشنطن بتاريخ 11/4/2000، وقد وافق مجلس جامعة الأزهر على إلغاء الاتفاقية المذكورة لإخلال الجامعة الأمريكية المفتوحة بشروط الاتفاقية.
- تم توقيع بروتوكول حول الوضع القانوني وأنشطة مركز البحوث الأمريكي بمصر في القاهرة بتاريخ 17/2/2000.

### بين الجامعات
تم توقيع العديد من اتفاقيات التعاون العلمي والثقافي بين جامعات جمهورية مصر العربية ونظيراتها في الولايات المتحدة الأمريكية ومنها:
- بين جامعة الزقازيق وجامعة تكساس والتي وافق عليها مجلس جامعة الزقازيق في 16 يوليو 2002.
- بين جامعة المنوفية وجامعة أريزونا والتي وافق عليها مجلس جامعة المنوفية في 23 يوليو 2002.
- تم توقيع اتفاقية التعاون الأكاديمي بين المكتب الثقافي والتعليمي المصري بواشنطن[ ؟ ] وكلية الهندسة والعلوم التطبيقية جامعة جورج واشنطن في 20 مارس 2002.

4- تم توقيع اتفاق للتعاون التعليمى والتكنولوجى بين حكومتى جمهورية مصر العربية والولايات المتحدة الأمريكية في القاهرة بتاريخ 31 مارس 1995، وتم تجديد العمل به بتاريخ 29 يناير 2001. تم تجديده مرة أخرى خلال الفترة من 11 مايو 2006 حتى 27 أغسطس 2006.

## وصلات خارجية
- السفارة الأمريكية بالقاهرة